# Иннокентий (Суханов)
Архимандрит Иннокентий (в миру Михаил Суханов; около 1774, Иркутская губерния — 2 мая 1811) — архимандрит Русской православной церкви, русский духовный писатель. Архимандрит Киренского Свято-Троицкого монастыря.

## Биография
Родился в 1774 году семье священника Иркутской епархии.
С 1786 года обучался в Иркутской духовной семинарии, а с 1798 года в Санкт-Петербургской духовной академии. По окончании курса, в 1801—1802 годы, обучался в Академии нотному пению и немецкому языку, потом возвратился на родину и был учителем в семинарии русского и немецкого языков, а с 1804 года — префектом и учителем философии.
25 февраля 1805 года принял постриг с именем Иннокентий. 24 мая 1808 года произведен в игумена, а 25 декабря в архимандрита Киренского монастыря.
Умер 2 мая 1811 года.

## Сочинения
- «Историческое исследование о соборах Российской церкви» (СПб. 1803 г.)
- речь благодарственная по окончании курса в Академии.